# بروس إيتكن
بروس إيتكن هو عازف جاز كندي، ولد في 1953.